# Arturo Bresciani
Arturo Bresciani (nacido el 25 de junio de 1899 en Verona, y muerto el 17 de junio de 1948 en Saint-Andre-d'Allas) fue un ciclista italiano, profesional desde 1925 hasta 1936. Su mayor logro fue quedar tercero en el Giro de Italia 1926, quedando a casi una hora del ganador Giovanni Brunero.

## Palmarés
1926
- 3º en el Giro de Italia

1927
- 1 etapa del Giro de Italia[1]

1932
- 24 horas de Béziers[2]

## Resultados en Grandes Vueltas
Durante su carrera deportiva ha conseguido los siguientes puestos en las Grandes Vueltas:
| Carrera         | 1925 | 1926 | 1927 | 1928 | 1929 | 1930 | 1931 | 1932 | 1933 | 1934 | 1935 | 1936 |
| --------------- | ---- | ---- | ---- | ---- | ---- | ---- | ---- | ---- | ---- | ---- | ---- | ---- |
| Giro de Italia  | -    | 3º   | 6º   | 27º  | -    | -    | -    | -    | -    | -    | -    | -    |
| Tour de Francia | 28º  | -    | -    | -    | -    | -    | -    | -    | -    | -    | -    | -    |
| Vuelta a España | X    | X    | X    | X    | X    | X    | X    | X    | X    | X    | X    | X    |

-: No participa

Ab.: Abandono

X: Ediciones no celebradas